# 丁櫻 (藝人)
丁櫻（英語：Ding Ying，9月27日—），原名梁英慧（英語：Leung Ying Wai），初期亦曾用藝名「柳迎姬」，香港電影及電視演員、播音員。丁櫻曾投考「電懋影業公司」，被導演及主理人賞識，獲得合約，拍攝不少粵語及國語電影。1960年約滿後，商業電臺正好成立後，邀請她參加擔任故事及「空中小說」的播音員。丁櫻亦曾參予佳藝電視及麗的電視，演出不少電視劇；亦曾在佳艺电视擔任配音工作。她現在已淡出演藝事業。

## 丁櫻（梁英慧）的電影
1. 粵語：《碎琴樓》（1955年7月），擔任女主角，飾演葉鵑紅；
2. 粵語：《碧海浮屍》（1956年9月），擔任女主角，飾演馮小玲；
3. 粵語：《黛綠年華》（1957年12月），飾演二家姐：妓女范黛瑜；
4. 粵語：《甜姐兒》（1957年12月），飾演趙麗珍；
5. 粵語：《黑俠擒兇》（1958年3月），飾演馮美美；
6. 粵語：《廣告女郎》（1958年4月），擔任女主角，飾演陸露絲；
7. 粵語：《東床佳婿》（1959年1月）；
8. 國語：《空中小姐》（1959年6月），飾演劉翠明；
9. 粵語：《七喜臨門》（1960年2月），飾演何碧；
10. 國語：《笑傲江湖》（1978年3月）；
11. 粵語：《風生水起》（1983年6月）；
12. 粵語：《香港小姐寫真》（1987年8月）；
13. 粵語：《神奇兩女俠》（1987年10月），飾演劉翠明；
14. 粵語：《祖屋》（1995年8月）。

## 電視劇（佳藝電視）
- 1975年 《明星》飾女主角張瑪莉的鄰居；
- 1976年 《神雕俠侶》 飾 林朝英；
- 1977年 《白髮魔女傳》 飾 客氏
- 1978年 《紅樓夢》。

## 電視劇（麗的電視/亞洲電視）
- 1978年 《變色龍》 飾 樂太
- 1981年 《女媧行動》 飾 區家駒妻
- 1981年 《對對糊》
- 1981年 《阿啦担梯》飾 清姑
- 1982年 《愛情跑道》
- 1983年 《飛越擂台》飾 鄧美玲
- 1984年 《武則天》 飾 玉清師太
- 1984年 《雲海玉弓緣》 飾 曹錦兒
- 1985年 《十兄弟》
- 1986年 《清末四大奇案之楊乃武与小白菜》　飾　葛喻氏
- 1986年 《白髮魔女傳》 飾 客氏
- 1987年 《啼笑因緣》 飾 劉夫人
- 1987年 《新小五義》飾 花月眉
- 1988年 《狂俠、天驕、魔女》飾 桑白虹
- 1988年 《賽金花》 飾 金雲仙
- 1989年 《龍鳳喜迎春》
- 1989年 《夜琉璃》
- 1989年 《野櫻花》 飾 馬美儀
- 1990年 《豪俠傳》
- 1990年 《街市忍者》
- 1991年 《本是同根》 飾 程家傭人
- 1991年 《乖女也瘋狂》飾 花姑娘
- 1991年 《中華英雄之中華傲訣》 飾 陣煞
- 1992年 《摩登七十二家房客》
- 1992年 《伯虎為卿狂》飾 武大娘
- 1992年 《天之嬌女》飾 江青
- 1993年 《衝出校園》飾 校長

## 配音作品

### 日劇
| 首播年份 | 作品名稱   | 配演角色                      | 角色演員 | 備註           |
| -------- | ---------- | ----------------------------- | -------- | -------------- |
| 1970     | 青春火花   | 莊瑪莉〔椿麻理〕              | 中山麻理 | 後期接替許瑩英 |
| 1972     | 柔道龍虎榜 | 乙子〔村井早乙美〕 南小路高子 | 新藤惠美 | 後期接替潘滿儔 |

## 外部連結
- 香港電影資料館：丁櫻(梁英慧)參演電影的記錄[永久]
- 丁櫻在互联网电影资料库（IMDb）上的資料（英文）（英文）
- 丁櫻在香港影庫上的簡介
- 丁櫻在时光网上的簡介（简体中文）